# A Hero – Die verlorene Ehre des Herrn Soltani
A Hero – Die verlorene Ehre des Herrn Soltani (Originaltitel: persisch قهرمان / Ghahreman, dt. etwa „Champion“; englischer Titel: A Hero, französischer Titel: Un héros) ist ein iranisch-französischer Spielfilm von Asghar Farhadi aus dem Jahr 2021.
Das Drama wurde am 13. Juli 2021 im Wettbewerb der 74. Internationalen Filmfestspiele von Cannes uraufgeführt. In den deutschen Kinos wurde der Film ab dem 31. März 2022 gezeigt. Im Jahr 2022 war A Hero Irans Kandidat für eine Oscar-Nominierung in der Kategorie Bester internationaler Film.

## Handlung
Rahim hatte für die Gründung einer Firma eine große Summe Geldes benötigt, die ihm sein damaliger Schwager Bahram geliehen hat. Doch als der Geschäftspartner mit dem Geld verschwand, blieb Rahim auf den Schulden sitzen. Er hat sich von seiner Frau getrennt. Der kleine Sohn Siavash, der nun in der Familie von Rahims Schwester Malileh und seines Schwagers Hossein lebt, hat einen Sprachfehler und stottert.
Als Rahims neue Freundin Farkondeh ihn am Beginn eines zweitägigen Freigangs vom Gefängnis abholt, bringt sie eine Damenhandtasche mit, die sie vor einer Bank gefunden hat und in der sich wertvolle Goldmünzen befinden. Da beide planen, mit dem Erlös Rahims Schulden zu bezahlen, gehen sie zu einem Goldhändler. Offensichtlich hat Farkondeh die Münzen vorher schon einmal schätzen lassen, denn die beiden sind bei dem Besuch im Geschäft von dem zwischenzeitlichen Verfall des Goldkurses enttäuscht und verkaufen die Münzen nicht, da der Erlös die Schulden nicht decken würde.
Bahram lehnt eine Teilzahlung ab und will sie nur annehmen, wenn der Mann von Rahims Schwester für den Rest bürgt. Rahim beschleichen moralische Bedenken und er sagt Farkondeh, er könne die Münzen nicht behalten. Er fragt in der Bank, ob jemand nach der Tasche gefragt habe, und hängt in der Nähe Zettel auf. Darauf gibt er die Telefonnummer des Gefängnisses an, lässt die Tasche bei seiner Schwester und kehrt nach Ende seines Urlaubs in die Haft zurück. Als sich tatsächlich eine Frau meldet, schickt er sie zu seiner Schwester. Dort erzählt sie, sie habe die Münzen verkaufen und das Geld auf der Bank lassen wollen, da ihr Mann trinke und ihre Wertsachen nicht finden dürfe.
Durch den Anruf der Frau im Gefängnis wird die Geschichte dort publik. Die Gefängnisleitung macht daraus ein Medienereignis mit Rahim als Helden und ehrlichen Finder, der durch die Maßnahmen im Strafvollzug einen inneren Wandel vollzogen habe. Sie rät ihm aber, sich selbst als Finder auszugeben, was er tut. Rahim bekommt einen zehntägigen Sonderurlaub.
In einer Welle von Hilfsbereitschaft und Anerkennung organisiert ein Hilfsverein eine Spendengala für Rahim und verwendet sich bei der Stadtverwaltung für eine Arbeitsstelle für den ehrlichen Finder. Mit dem gesammelten Geld ließe sich zwar ein Teil der Schulden bezahlen, doch Rahims ehemaliger Schwager möchte den Rest der Forderung nicht erlassen und die Anzeige nicht zurückziehen. Er vertraut Rahim nicht und glaubt, an der Geschichte mit den Goldmünzen sei etwas faul; er wolle vermutlich die bevorstehende zweite Ehe seiner Exfrau verhindern. Bahram betreibt einen Kopierladen, ist selbst kein reicher Mann und hat für Rahims Geschäftsgründung seinerzeit die Mitgift seiner Tochter verwendet. Er verlangt für die Rücknahme der Anzeige, dass der Mann von Rahims Schwester, der selbst keineswegs im Luxus lebt, mit Schecks bürgen und Rahim seine Schulden mit seinem Arbeitslohn abbezahlen muss. Er ist der Meinung, das Gold stamme von einem Kredithai.
Als Rahim sich bei der Stadtverwaltung vorstellt, verlangt der Vorgesetzte, dass die Eigentümerin der Goldmünzen in sein Büro komme; in den sozialen Medien seien Zweifel an Rahims Geschichte geäußert worden, und er müsse sich vor einer Einstellung absichern. Da Rahims Schwester aber keine Adresse der Frau hat, der sie sie die Tasche gegeben hat, sieht Rahim keinen anderen Weg als einen Betrug: Seine Freundin gibt sich bei der Stadtverwaltung als Eigentümerin der Münzen aus, Rahims Familie und ein Taxifahrer bezeugen ihre Aussage. Doch dem Beamten wurden Informationen zugespielt, die den Plan zunichtemachen. Dazu gehört eine SMS, in dem Rahim angeblich sieben Tage vor dem Hafturlaub die Rückzahlung der Schulden angekündigt hat und die später bekannt wird. Rahim vermutet, dass Bahram den Beamten informiert hat. Rahim hat wohl in der Vergangenheit Handys von Mithäftlingen für seine Kontakte nach draußen benutzt. Einer der Insassen ist Rahim nicht wohlgesonnen, denn er findet, dass durch Rahims Geschichte das Gefängnis in ein positives Licht rückt und die häufigen Selbstmorde nun nicht mehr thematisiert werden.
Als es zu Tätlichkeiten zwischen Rahim und seinem Gläubiger kommt, werden Videoaufnahmen zu einem Druckmittel, das Bahrams Tochter Nazanin veröffentlicht. Der Wohltätigkeitsverein fürchtet um seinen guten Ruf und plant, das für Rahim gesammelte Geld für eine Kaution für einen von der Todesstrafe bedrohten Mann zu verwenden. Er lässt sich dazu überreden, dies als Rahims Idee auszugeben. Dies will ein Gefängnisbeamter für eine öffentliche Reinwaschung Rahims und als Beweis für seinen guten Charakter benutzen. Dafür inszeniert er ein Mitleid erregendes, gestottertes Statement von Rahims behindertem Sohn und filmt es. Rahim verhindert die Veröffentlichung des Videos und geht wieder ins Gefängnis.
Alle Figuren haben gute Gründe für ihre Entscheidungen und ihr Tun, durch das sie ihre Interessen vertreten. Rahims Plan führt nicht zum gewünschten Ergebnis. Die sozialen Medien haben einen wesentlichen Anteil daran.

## Entstehungsgeschichte

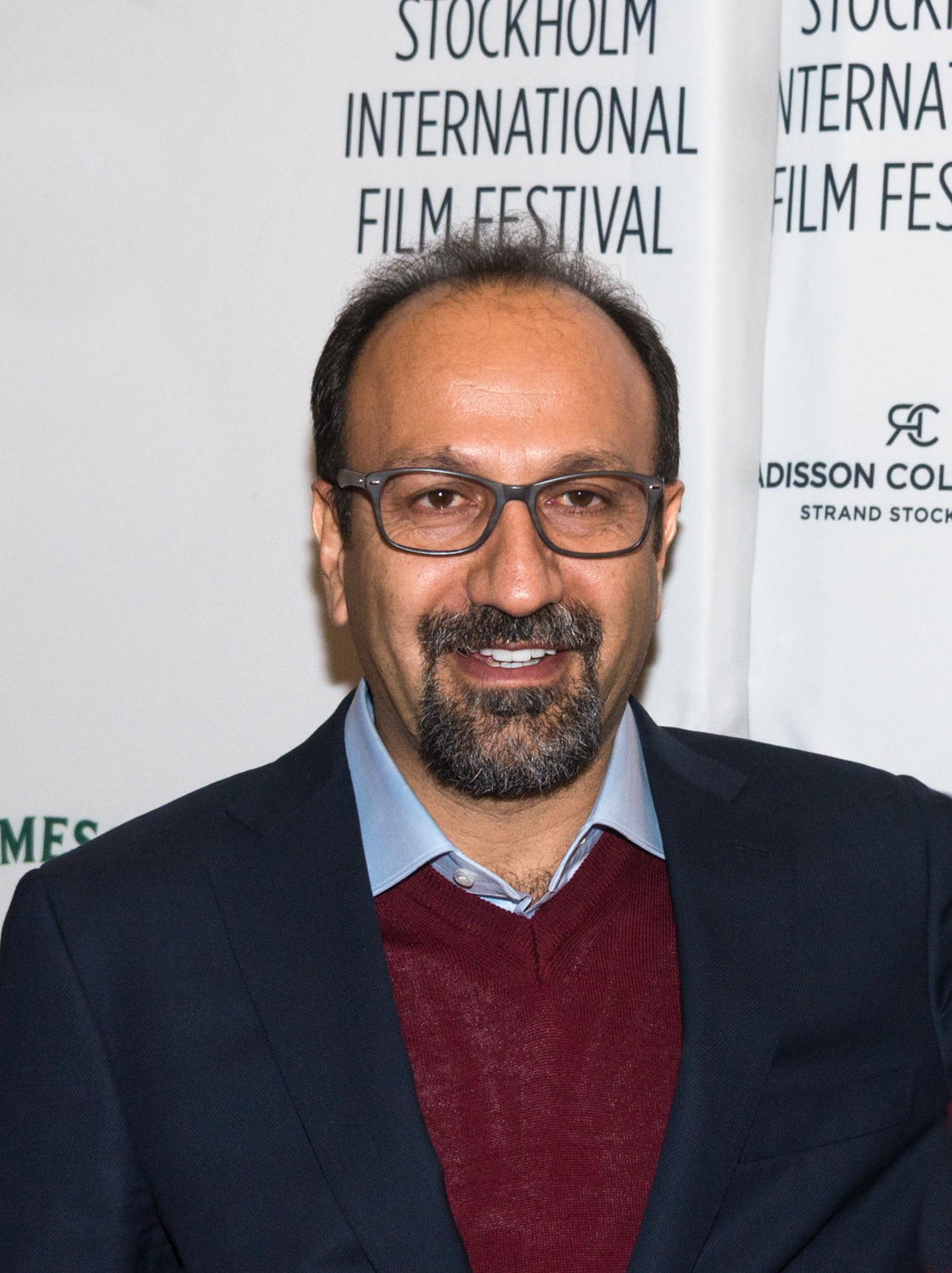
Asghar Farhadi (2018)

Im Februar 2020 wurde bekannt, dass Asghar Farhadi an seinem neunten Spielfilm arbeitete. Nachdem sein vorangegangenes Werk, die in Spanien gedrehte europäische Koproduktion Offenes Geheimnis (2018), nicht an den Erfolg seiner früheren Filme hatte anknüpfen können, kehrte er mit A Hero wieder in den Iran zurück. Als Drehort wurde die Stadt Schiras ausgewählt. Der Film beginnt an den Felsengräbern von Naqsch-e Rostam, wo sich die Könige des Achämeniden- und Sassanidenreichs mit steinernen Reiterreliefs und Inschriften verewigten. Neben Drehbuch und Regie produzierte Farhadi das Werk auch gemeinsam mit Alexandre Mallet-Guy (Memento Films). Mallet-Guy hatte die gleiche Funktion auch für die drei vorangegangenen Filme des iranischen Regisseurs übernommen.
Für die Hauptrollen verpflichtete Farhadi mit Amir Jadidi und Mohsen Tanabandeh zwei bekannte iranische Schauspieler, mit denen er zuvor noch nicht gearbeitet hatte. Beide Darsteller hatten zuvor auch noch nie einen Film zusammen gedreht. Er vertraute auch seiner Tochter Sarina Farhadi eine Rolle in dem Film an, die zuletzt an Nader und Simin – Eine Trennung (2011) mitgewirkt hatte. Der Großteil der übrigen Rollen sollten von Laiendarstellern aus Schiras übernommen werden. Die Drehgenehmigung im Iran erfolgte Anfang Juni 2020.
Ursprünglich wollte Farhadi für alle Rollen Schauspieldebütanten besetzen, da A Hero mehr an einen Dokumentarfilm erinnern sollte. Als er jedoch über die Anforderungen an die Hauptrolle des Rahim nachdachte, kam er zu dem Schluss, einen professionellen Schauspieler zu besetzen. Die Figur war als „einfacher Charakter in einer komplexen Situation“ konzipiert und erforderte laut Farhadi eine nuancierte Darstellung. Hauptdarsteller Amir Jadidi war ihm in Soheil Beiraghis Sportlerdrama Cold Sweat (Araghe Sard, 2018) aufgefallen. Aufgrund der COVID-19-Pandemie hatten Farhadi und Jadidi die Gelegenheit, über Monate an der passiven Figur zu arbeiten. Dabei wurde vor allem Wert auf Jadidis Körpersprache und sein Lächeln gelegt.
Der Beginn der Vorproduktion war ursprünglich ab April 2020 terminiert. Aufgrund der COVID-19-Pandemie verzögerten sie sich aber um mindestens zwei Monate. Die Dreharbeiten wurden nach 75 Sitzungen im Dezember 2020 in Schiras abgeschlossen. Für die Postproduktion gewann Farhadi einmal mehr seine angestammte iranische Editorin Hayedeh Safiyari. Die Fertigstellung des Films erfolgte in Paris.
Ende April 2021 wurde bekannt, dass sich Amazon Studios die Verwertungsrechte für den US-amerikanischen Kinomarkt gesichert hat.

## Urheberrechtsstreit
2015 drehte Farhadis frühere Studentin Azadeh Masihzadeh eine Dokumentation mit dem Titel All Winners All Losers über die wahre Geschichte, die A Hero - Die verlorene Ehre des Herrn Soltani zugrunde liegt. Vor Beginn der Dreharbeiten zu seinem Film ließ Farhadi Masihzadeh eine Verzichtserklärung unterschreiben. Doch nachdem sie den Film gesehen hatte, verklagte  Masihzadeh dennoch Farhadi wegen Plagiats. Farhadi erhob Gegenklage wegen Verleumdung. Im April 2022 gab das Gericht der Klage gegen Farhadi statt. Es begründete, es habe festgestellt, dass Farhadi gegen geltendes Urheberrecht verstoßen habe: Er habe zentrale Elemente aus dem Dokumentarfilm verwendet, ohne die Urheberin gebührend zu erwähnen. Der Fall wird nun einem zweiten Richter vorgelegt. Dieser kann entweder eine erneute Prüfung anordnen oder selbst ein Urteil fällen, das vor einem anderen Gericht angefochten werden kann.
Im Fall einer Verurteilung von Masihzadeh wäre die junge Frau mit zwei Jahren Haft und vierundsiebzig Peitschenhieben bestraft worden, doch sie wurde freigesprochen. Für Farhadi hat das Urteil zur Folge, dass er als Ko-Produzent des Films alle Kinoeinnahmen aus dem Iran an Azadeh Masihzadeh weitergeben muss. Farhadis Anwalt gab bekannt, das Urteil sei nur ein Zwischenstand, der Rechtsstreit gehe weiter.

## Veröffentlichung und Rezeption
Der Film wurde am 13. Juli 2021 beim 74. Filmfestival von Cannes uraufgeführt. A Hero wurde als Mitfavorit auf die Goldene Palme, den Hauptpreis des Festivals, gehandelt. In einem rein französischen Kritikenspiegel der Website Le film français sahen 5 der 15 Kritiker den iranischen Beitrag als Palmen-Favoriten an. Dieselbe Anzahl an Höchstbewertungen erhielt Drive My Car von Ryūsuke Hamaguchi. Im internationalen Kritikenspiegel der britischen Fachzeitschrift Screen International erhielt der Film 2,6 von 4 möglichen Sternen und landete im vorderen Drittel unter allen 24 Wettbewerbsfilmen.
Ein regulärer Kinostart in Frankreich erfolgte am 22. Dezember 2021 im Verleih von Memento Distribution. In Deutschland soll der Film am 31. März 2022 in die Kinos kommen.

## Auszeichnungen
A Hero wurde in den Jahren 2021/22 für über 30 internationale Film- bzw. Festivalpreise nominiert, von denen das Werk 11 gewinnen konnte. Zu den erhaltenen Auszeichnungen gehören u. a. der Große Preis der Jury des Filmfestivals von Cannes (ex aequo mit Hytti nro 6 von Juho Kuosmanen) sowie zwei Auszeichnungen des amerikanischen National Board of Review.
Im Oktober 2021 wurde die Produktion ausgewählt, den Iran als Kandidaten für den besten internationalen Film bei der Oscarverleihung 2022 zu vertreten, gelangte aber nicht unter die fünf nominierten Beiträge.
| Filmpreis (Auswahl)                           | Kategorie                                        | Preisträger/ Nominierte              | Resultat  |
| --------------------------------------------- | ------------------------------------------------ | ------------------------------------ | --------- |
| Asia Pacific Screen Awards 2021               | Beste Regie                                      | Asghar Farhadi                       | Gewonnen  |
| Asia Pacific Screen Awards 2021               | Bester Film                                      | Asghar Farhadi, Alexandre Mallet-Guy | Nominiert |
| Asia Pacific Screen Awards 2021               | Bestes Drehbuch                                  | Asghar Farhadi                       | Nominiert |
| Asia Pacific Screen Awards 2021               | Bester Hauptdarsteller                           | Amir Jadidi                          | Nominiert |
| Filmfestival von Cannes 2021                  | Großer Preis der Jury                            | Asghar Farhadi                       | Gewonnen  |
| Filmfestival von Cannes 2021                  | Goldene Palme – Bester Film                      | Asghar Farhadi                       | Nominiert |
| Golden Globe Awards 2022                      | Bester fremdsprachiger Film                      | Iran                                 | Nominiert |
| National Board of Review Awards 2021          | Bester fremdsprachiger Film                      | Iran                                 | Gewonnen  |
| National Board of Review Awards 2021          | Bestes Originaldrehbuch                          | Asghar Farhadi                       | Gewonnen  |
| Palm Springs International Film Festival 2022 | Bridging the Borders Award                       | Asghar Farhadi                       | Gewonnen  |
| Palm Springs International Film Festival 2022 | FIPRESCI-Preis – Bester Darsteller               | Amir Jadidi                          | Gewonnen  |
| Palm Springs International Film Festival 2022 | FIPRESCI-Preis – Bestes internationales Drehbuch | Asghar Farhadi                       | Gewonnen  |
| Satellite Awards 2021                         | Bester internationaler Film                      | Iran                                 | Nominiert |
| Satellite Awards 2021                         | Bestes Originaldrehbuch                          | Asghar Farhadi                       | Nominiert |